# 티에스케이알
티에스케이알 주식회사(TSKR Inc.)는 한국에 위치한 친환경제품 개발 제조업체임. 세계 최초로 다단필터링 고속침전방식을 개발하였다. 이 새로운 방식을 적용하여 윤활유 정화장치를 개발 제조하여 세계최초로 상용화에 성공하였음. 기존에는 원심분리기(원심력을 이용하여 비중이 큰 이물질을 제거한 방식), 필터방식(필터를 이용하여 이물질을 제거하는 방식)등이 유일하게 윤활유의 이물질을 제거하는 방식이었음. 하지만 많은 소모비용이 발생하여 거의 사용하지 않고 있음. 다단필터링 고속침전방식은 친환경방식으로 거의 운전소모비용이 발생이 되지않으면서 효율을 극대화한 방식임.